# Big Lake, Texas
Big Lake là một thành phố thuộc quận Reagan, tiểu bang Texas, Hoa Kỳ. Năm 2010, dân số của xã này là 2936 người.

## Dân số
- Dân số năm 2000: 2885 người.
- Dân số năm 2010: 2936 người.